# Joseph François Paris
Joseph François Paris, pseudonyme de Giuseppe Francesco Parisi Troncossi, né à Naples (Italie) le 4 février 1784 et mort à Paris 10e le 27 janvier 1871, est un peintre et graveur français d'origine italienne.

## Biographie
Peintre animalier et paysagiste, Joseph François Paris est l'élève de Nicolas Gosse et de Jean-Victor Bertin. Il expose au Salon de 1824 à 1870. Il y reçoit une médaille de 3e classe en 1835.

## Collection publiques

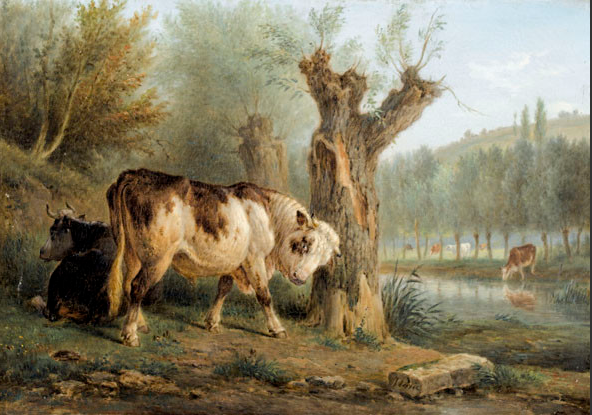
Paysage fluvial avec taureaux, n. d., coll. priv.

- Musée de Cambrai : Troupeaux de moutons, huile sur toile
- Musée des beaux-arts de Troyes : Victor Hugo, 1885, pastel[3]
- Musée des beaux-arts de La Rochelle : Marché aux bestiaux, huile sur toile

## Élèves
- Camille Flers (1802-1867)